# Sten Ericsson
Sten Arne Ericson, född 16 februari 1919 i Norra Nöbbelövs församling i Malmöhus län, död 31 juli 1999 i  Göteborgs Annedals församling, var en svensk arkitekt.
Ericsson, som var son till landstingsman Anders Ericsoon och Hilma Jönsson avlade studentexamen i Lund 1937 samt avlade civilingenjörsexamen vid Chalmers tekniska högskola och arkitektexamen där 1949. Han var konstruktör vid AB Skånska cementgjuteriet i Malmö 1944–1946, blev arkitekt hos arkitekt Gotthard Ålander i Göteborg 1949, hos professor Jan Wallinder 1952 och bedrev egen arkitektverksamhet från 1954. Han ritade bland annat Colldéns möbelhus, Elanders boktryckeri, Kartongfabriken Excelsior, Orstadius boktryckeri, Grosshandelsfirman A. Kistner, AB Pumpindustri, Sjögrens järnhandel i Högsbo, A. Magnussons skeppshandel, Ahlsell-Rylander samt vattenverk, pumpverk och bilverkstäder. Ericsson är gravsatt på Västra kyrkogården i Göteborg.